# Jenna Reid
Jenna Reid (Quarff, Illes Shetland, 1981) és una violinista escocesa que ha estat descrita com "la millor violinista d'Escòcia de la seva generació".

## Biografia
Va néixer i va créixer al poble de Quarff de les illes Shetland d'Escòcia. L'afició de tocar el violí li va venir als nou anys, quan va trobar-ne un a les golfes de casa de la seva àvia. Va tenir com a professors als músics de violí tradicional Tom Anderson i Willie Hunter. També va estudiar el piano clàssic. Es va graduar a la Reial Acadèmia Escocesa de Música i Dansa de Glasgow amb una llicenciatura en música tradicional escocesa, on també va cantar i tocar l'acordió cromàtic i el piano (que va aprendre del seu professor Walter Blair).
Reid està casada amb el bateria Iain Sandilands que treballa al Big Noise (que dona suport als nens a través de la música) a Stirling. Tenen dos fills, un nen i una nena.

## Trajectòria professional

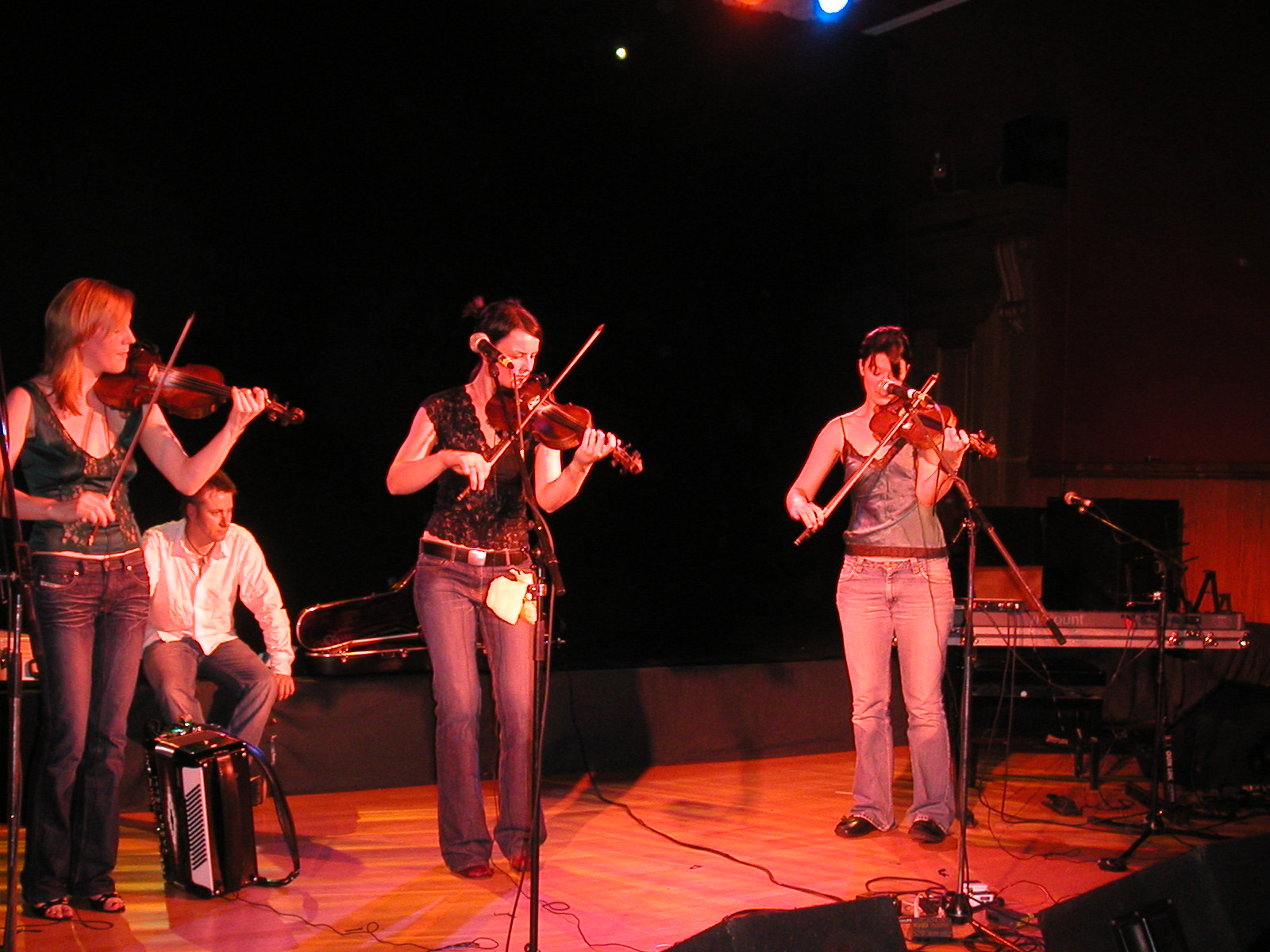
Jenna Reid (centre) amb la banda Filska, al Festival d'Edimburg el 2004.

A més d'actuar amb la Jenna Reid Band, formava part del grup de música tradicional escocesa Filska (que originalment estava format per la mateixa Reid, la seva germana Bethany i la seva mare Joyce Reid, tot i que més tard hi van incloure la seva amiga Gemma Wilson) que va actuar a França, Canadà, Estats Units, Suècia, Dinamarca, Noruega, Itàlia i Irlanda. Ella i Filska van representar Escòcia a les Walt Disney World Millennium Celebrations a l'Epcot Center, Florida, i també van actuar a les celebracions pel canvi de mil·lenni a Escòcia.
També ha tocat amb Blazin 'Fiddles, RANT, la Highland Fiddle Band, la banda gaèlica Dòchas (on va coïncidir amb Julie Fowlis), Deaf Shepherd, Fiddler's Bid, Vital Signs, Celtic Feet i McFalls Chamber. A petició d'Aly Bain i Jerry Douglas, ha aparegut com a artista convidada al Transatlantic Sessions 3 i 4. Va intervenir en la banda sonora de la pel·lícula Seachd: The Inaccessible Pinnacle.
Jenna Reid i la seva germana Bethany van ser comissàries del festival Shetland Fiddle Frenzy el 2013, 2014 i 2015.
El 2018 va començar a treballar com a locutora independent per a la BBC One.

## Premis i nominacions
Va ser guardonada amb el premi Shetland Young Fiddler of the Year el 1995 quan tenia 14 anys i va participar en la final del concurs Young Scottish Traditional Music of the Year el 2004. El 2005 Reid va guanyar el premi al "Millor artista emergent" als Premis Scots Trad Music. El 2007 va ser nominada al guardó de "Millor instrumentista" i va rebre el Dewar Arts Award.
El 2019 va guanyar el premi PRS Traditional Composer of the Year als MG ALBA Scots Trad Music Awards i la seva banda Blazin Fiddles va guanyar el premi Folk Band of the Year.

## Discografia
- With Silver And All (2005)
- No. 1 Scottish Traditional Music from the RSAMD (2007)
- The Laughing Girl (2008)
- Escape - The Story Of Jan Baalrud And The Shetland Bus (2010 - amb Bethany Reid)
- Morning Moon (2012)
- Escape (2012)
- The Quarff Collections (2014)
- Live in Shetland (2015)
- Working Hands (2019)
- Songs from Jenna Reid (2020)